# Wijken en buurten in Zeevang
De voormalige Nederlandse gemeente Zeevang is voor statistische doeleinden onderverdeeld in wijken en buurten. De gemeente is verdeeld in de volgende statistische wijken:
- Wijk 00 Beets (CBS-wijkcode:047800)
- Wijk 01 Oosthuizen (CBS-wijkcode:047801)
- Wijk 02 Warder (CBS-wijkcode:047802)
- Wijk 03 Middelie (CBS-wijkcode:047803)
- Wijk 04 Kwadijk (CBS-wijkcode:047804)
- Wijk 05 Schardam (CBS-wijkcode:047805)
- Wijk 06 Hobrede (CBS-wijkcode:047806)

Een statistische wijk kan bestaan uit meerdere buurten. Onderstaande tabel geeft de buurtindeling met kentallen volgens het Centraal Bureau voor de Statistiek (2008):
| CBS-buurtcode | Buurtnaam   | Inwonertal | Opp. totaal (ha) | Opp. land (ha) | Ligging                |
| ------------- | ----------- | ---------- | ---------------- | -------------- | ---------------------- |
| BU04780000    | Beets       | 550        | 400              | 393            | Locatie in de gemeente |
| BU04780100    | Oosthuizen  | 1260       | 676              | 648            | Locatie in de gemeente |
| BU04780101    | De Watering | 1990       | 52               | 49             | Locatie in de gemeente |
| BU04780200    | Warder      | 750        | 1080             | 1029           | Locatie in de gemeente |
| BU04780300    | Middelie    | 710        | 831              | 771            | Locatie in de gemeente |
| BU04780400    | Kwadijk     | 780        | 566              | 525            | Locatie in de gemeente |
| BU04780500    | Schardam    | 100        | 232              | 220            | Locatie in de gemeente |
| BU04780600    | Hobrede     | 170        | 194              | 183            | Locatie in de gemeente |